# Río Árias
Le río Árias est un cours d'eau du nord-ouest de l'Argentine qui coule en province de Salta. C'est l'affluent principal du río Salado del Norte, qu'il contribue à former avec le río Calchaquí. C'est donc un sous-affluent du rio Paraná.

## Description du cours
Le río Árias naît de la confluence des ríos San Lorenzo et Peñalva, ce dernier étant considéré comme son cours supérieur, du fait de son débit élevé. Ces deux cours d'eau prennent leur source sur le versant oriental du cordón de Lesser qui représente une importante barrière orographique pour les masses d'air humide provenant de l'est. 
Le cours du río Árias se développe en direction sud-est et traverse bientôt la grande ville de 
Salta, où il conflue avec le río Arenales venu de droite. Ce dernier naît de la confluence du río Potreros à droite à l'ouest, et de l'arroyo (ruisseau) Usuri à gauche à l'est. Le río Potreros a une orientation nord-sud entre les reliefs importants des Altos de Salamanca, à l'ouest, et le cordon de Lesser, à l'est . 
Après sa confluence avec le río Arenales, le río Árias se dirige d'abord vers l'est puis adopte un cours nord-sud, suivant ainsi l'axe de la vallée de Lerma. Il débouche bientôt dans le lac de retenue de Cabra Corral (à une altitude de 1 042 mètres). 
La superficie de son bassin est de 6 986 km2 .

## Affluents et sous-affluents
- Le río Arenales qui lui donne ses eaux en rive droite au niveau de l'agglomération de Salta.
- Le río Ancho (rive droite) qui matérialise la limite sud du municipe de Salta.
- Le río Toro (rive droite), appelé río Rosario dans son cours supérieur.
  - Le río Blanco (rive droite) qui conflue au niveau de Campo Quijano.
  - Le río Corralito (rive droite) qui conflue au niveau de Rosario de Lerma.

## Débits et régime
Le río Árias est de régime permanent, avec un débit maximal pendant les mois d'été. 

### Les débits au niveau du lac de Cabra Corral
Les débits de la rivière ont été observés sur une période de 28 ans (1941-1969) dans le secteur de San Gabriel (au niveau du lac de Cabra Corral), et ce pour une superficie prise en compte de 6 900 km2, soit la quasi-totalité du bassin versant. 
À San Gabriel, le débit annuel moyen ou module observé sur cette période était de 25,7 m3/s.
La lame d'eau écoulée dans le bassin atteint ainsi le chiffre de 114 millimètres par an.